# 新田町
新田町（にったまち）は、群馬県南東部、新田郡にあった人口 約2万9千の町である。
2005年3月28日に太田市、尾島町、藪塚本町との合併で太田市となった。太田市内の旧新田町地域では、旧地名の前に「新田」が付いている。

## 地理

### 隣接していた自治体
- 太田市
- 伊勢崎市
- 新田郡尾島町、藪塚本町

## 歴史
合併前の木崎町にあたる土地に日光例幣使街道木崎宿が存在し、明治時代初期まで遊女の街として栄えていた。当時の遊女は越後から売られてきた娘達であり、彼女らの歌った越後口説が地元民に伝染し、木崎に伝わる木崎音頭や八木節になったという。

### 沿革
- 1889年4月1日 - 町村制施行に伴い、新田郡に木崎町・生品村・綿打村が誕生。
- 1956年9月30日 - 木崎町・生品村・綿打村が合併し、新田町が発足。町名は、元生品村村長小川佐京の発案による。
- 2005年3月28日 - 尾島町・藪塚本町・（旧）太田市と合併し、新たに太田市となる。

## 行政

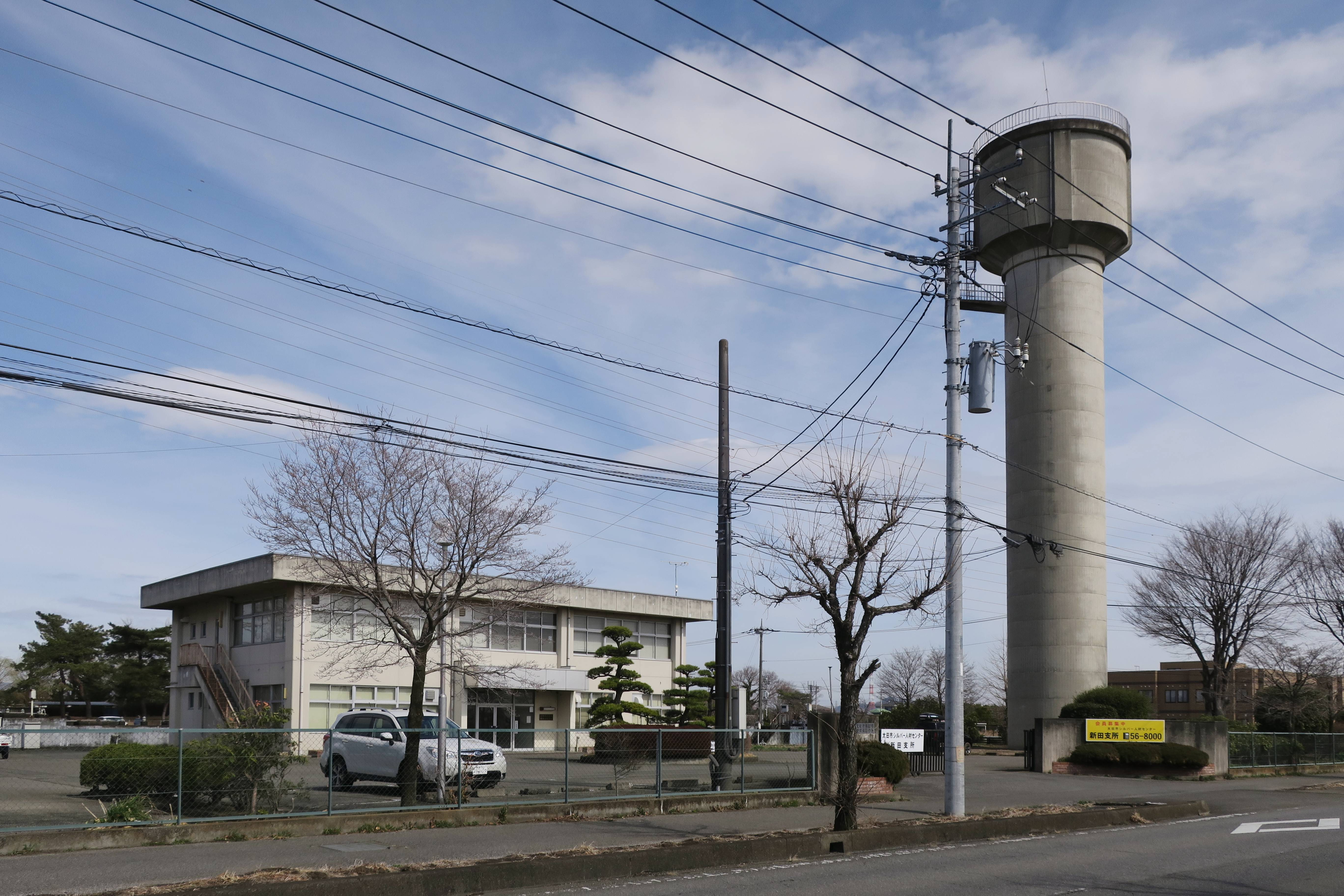
新田水道庁舎

### 町役場
新田町の発足当初は旧木崎町役場庁舎を役場庁舎として用いた。
その後、庁舎を大字金井29番地に新築し、1977年8月14日に竣工、9月23日に移転した。旧役場庁舎は老朽化が激しかったため解体され、跡地は1978年から「町民駐車場」として用いられた。

### 合併前までの町長
- 山﨑 昭（やまざき あきら）（2005年3月28日 - 4月17日まで太田市長職務執行者を任務していた。）

## 経済

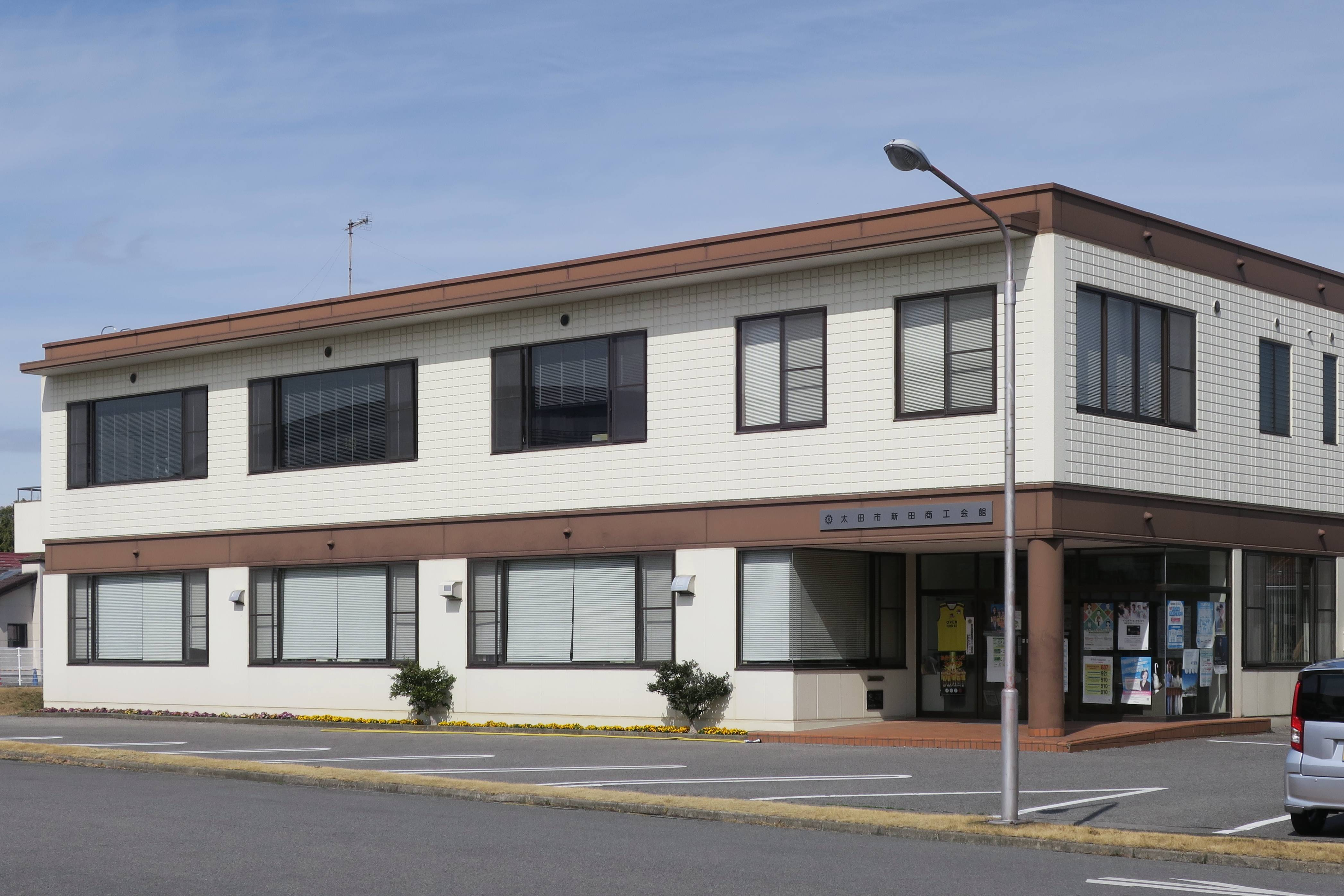
新田商工会

### 製造業
- 日野自動車 - 新田工場エンジン製造部（新田早川町）・新田工場（新田下田中町）

### 商業
- ジョイフル本田新田店 - 町の中央を走る群馬県道2号前橋館林線の沿線にある大型ホームセンター。資材館、ペットセンター、ガーデンセンター併設
- ニコモール新田 - 上記に隣接。1Fはジャパンミート、ダイソー、ミルクランド東毛を始めとした各テナントと、ケンタッキー・フライド・チキン、マクドナルド、ドトールコーヒーなどが入居するフードコート、2Fはジョイフル2と駐車場。

## 交通

### 鉄道
- 中心となる駅：東武鉄道伊勢崎線・木崎駅

### 道路
- 国道
  - 国道354号（太田・境バイパス）
- 県道
  - 群馬県道2号前橋館林線
  - 群馬県道39号足利伊勢崎線
  - 群馬県道69号大間々尾島線

## 通信

### 電話
- 新田電話交換局
- 新田金井電話交換局 - 野中送電線以北。1979年7月24日14時開局[4]。

## 名所・旧跡・観光スポット・祭事・催事
- 反町薬師
- 生品神社

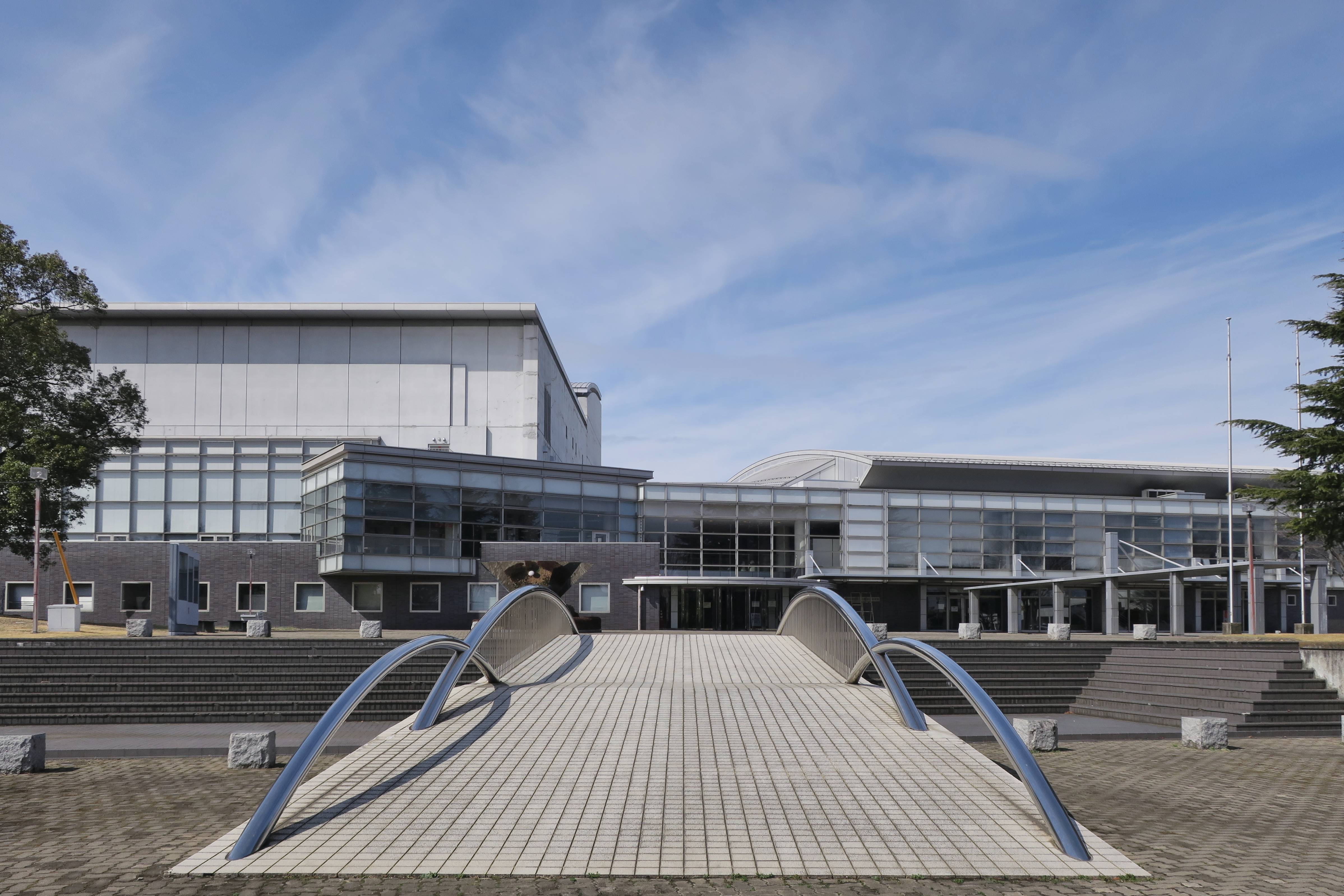
新田文化会館・総合体育館「エアリスホール・エアリスアリーナ」

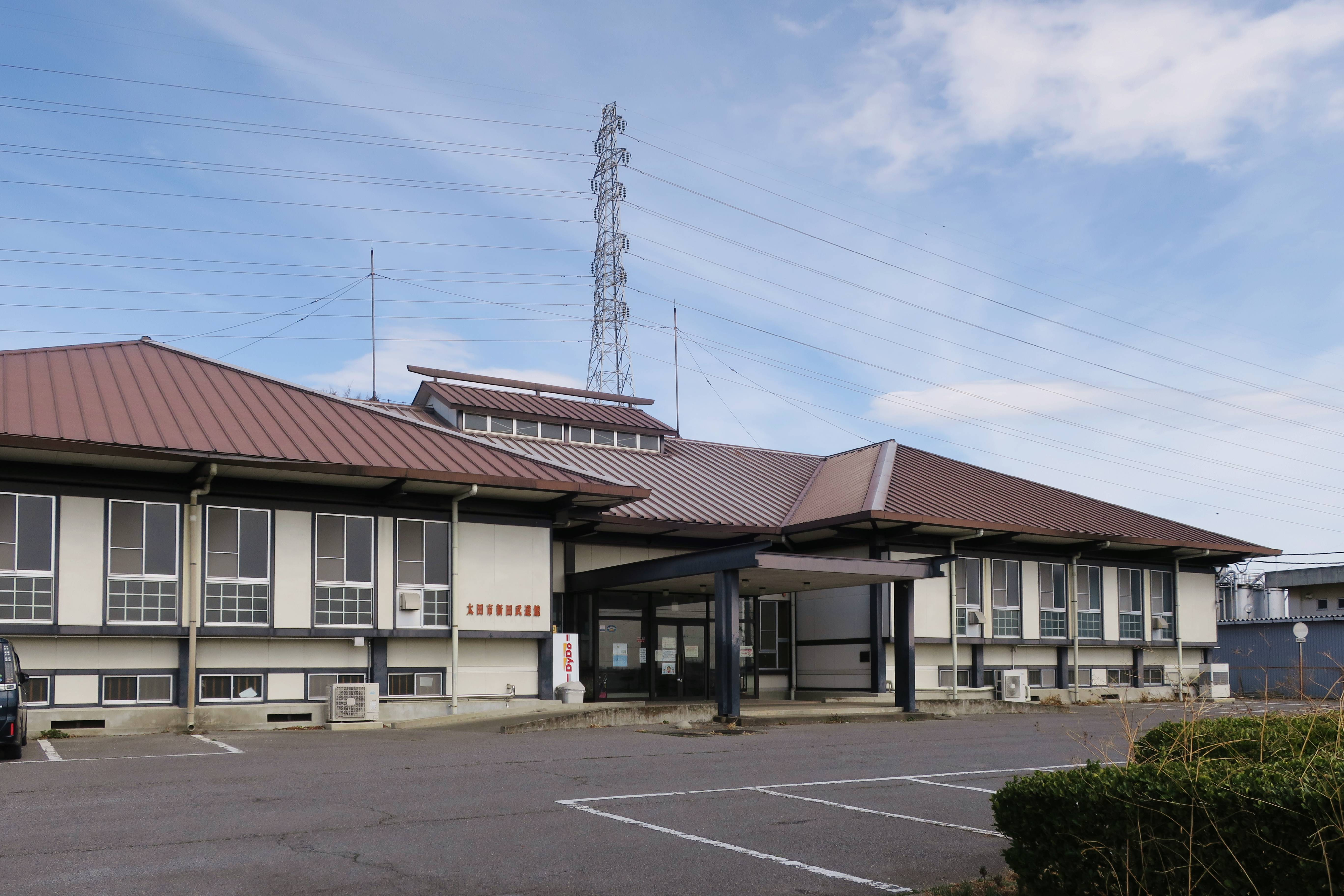
新田武道館

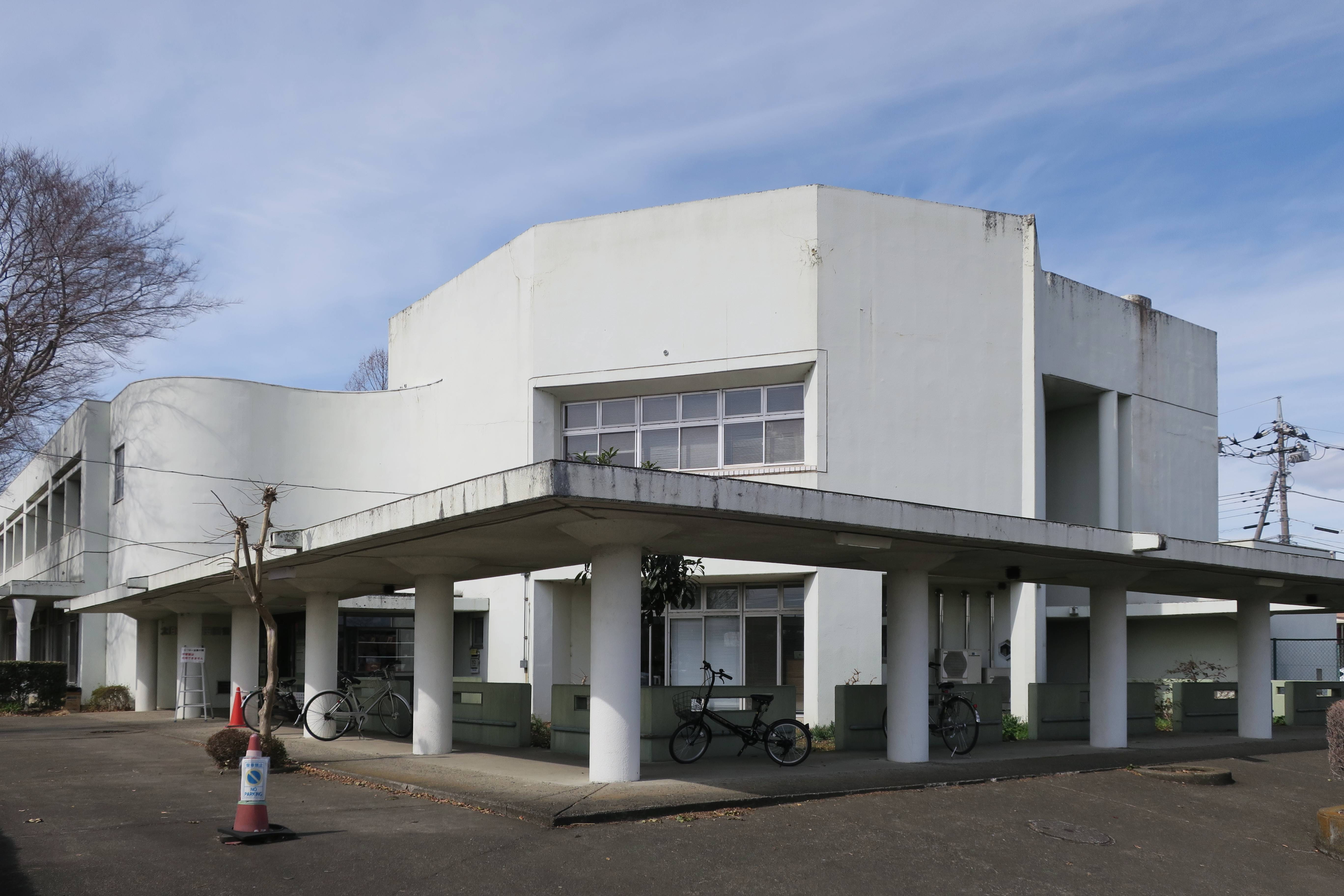
新田図書館

- 新田文化会館・総合体育館「エアリスホール・エアリスアリーナ」
- 町民武道館 - 1983年10月8日利用開始[5]。鉄骨造の平家建て、建物面積998.16平方メートル[5]。建設費は1億3550万円で、整備費用には、日野自動車工業の工場が新田町に進出したことによる工業再配置促進費補助金が充てられた[6]。合併後は新田武道館となる。
- 新田町立図書館 - 合併後は太田市立新田図書館となる。

## 衛生

### 保健センター
1982年4月1日、大字反町879番地にて保健センターの業務を開始した。当初の建物は鉄筋コンクリート造の平屋建て（626平方メートル）であった。総工費は8685万円。

## 出身有名人
- 斎藤功 - 地理学者、日本地理学会会長、筑波大学名誉教授[8]
- 越塚優 - NHKアナウンサー
- 斎藤佑樹 - プロ野球選手
- 岡田浩暉 - 俳優・歌手
- おぐらなおみ-イラストレーター・漫画家